# Biquette
Biquette (en francès "cabra jove"), també coneguda com a Biquette de Mauriac, The Grindcore Goat o The Punk Rock Goat (ca. 2003 - desembre de 2013), va ser una cabra de munyir rescatada d'una granja d'explotació animal, les fotos de la qual es van fer durant concerts de metall extrem (com a part de l'audiència) i es va fer viral a Internet.

## Història
Segons la persona que tenia cura de Biquette en una Ferme de Mauriac comunal, la cabra va passar els seus primers cinc anys (probablement entre 2003 i 2008) en una fàbrica de munyir abans de ser lliurada a Mauriac perquè "era més barat donar-la que portar-la a un escorxador". Llavors la van traslladar a Mauriac, una petita granja habitada des de feia poc més de 10 anys en la qual passava gent en períodes breus de temps, tot i que hi vivia gent en llargues estades, i també hi assistia la gent que anava als concerts i festivals que s'hi organitzaven. Biquette visqué cinc anys a la granja on la munyien per treure'n llet i encara en visqué cinc anys més a la granja Mauriac assistint a concerts. Era una cabra molt curiosa que sempre s'apropava a la gent nova i que endrapava el tabac que trobava per terra enmig del públic. Arribant a fer molta amistat amb bandes com Panzer Cardinal (banda de grindcore de Toulouse) amb el baixista de la qual no se'n va separar en tota l'actuació. Com que el terra de l'escenari era de fusta, la cabra Biquette podia notar les vibracions de la música a través de les seves potes.
Biquette es va popularitzar primer a principis de 2012, amb fotos i enregistraments del concert de la banda Wormrot a Mauriac, amb Biquette a primera fila. BuzzFeed va anomenar Biquette "Punk Rock Goat", i Metal Insider va anomenar la seva foto "una de les millors imatges de la música metall". Segons el gerent de Wormrot, Biquette era un animal molt manso i seguia la banda "com un gos". La cuidadora de Biquette, nom Flo, va dir en una entrevista que a la cabra li encantaven els concerts i altres reunions de gent i va teoritzar que li agradaven les vibracions del terra de fusta provocades per la música en directe. També va afegir que a Biquette li agradava robar cigarrets i burilles, restes d'alcohol, pintura i drenatges d'oli. Tot i les reticències i dubtes per si Biquette assistia als concerts per pròpia voluntat, sempre se li va donar l'opció de no haver-hi d'assistir, però ella preferia quedar-se i menjar les burilles de tabac i les cigarretes dels cendrers, així com les restes de begudes alcohòliques que el públic moltes vegades deixava amagat al llarg dels concerts.
El 9 de desembre de 2013, la pàgina de fans de Facebook de Biquette va denunciar la mort de la cabra, amb Flo aclarint en una entrevista el gener de 2014 que la causa de la mort era "un gran misteri" i va afegir que donada la vida útil mitjana de 20 anys d'una cabra de munyir, Biquette "va cremar l'espelma als dos extrems" dels seus 10 anys de vida. Sobre la seva mort s'ha especulat que fos deguda als canvis radicals a la granja amb l'arribada de noves persones, o que va estranyar els concerts quan aquests ja no van ser tan habituals.